# Cryptanusia taiwanus
Cryptanusia taiwanus är en stekelart som beskrevs av Chen 2003. Cryptanusia taiwanus ingår i släktet Cryptanusia och familjen sköldlussteklar.
Artens utbredningsområde är Taiwan. Inga underarter finns listade i Catalogue of Life.